# Список об'єктів, названих на честь Піфагора
Наступне було названо на честь Піфагора Самоського (дав.-гр. Πυθαγόρας, 570 до н. е. — 497 до н. е.) — давньогрецького математика і філософа:
- Дерево Піфагора
- Піфагорея
- Піфагорійський стрій
- Піфагорійська терція
- Піфагорові штани
- Проблема трійок Буля-Піфагора
- Таблиця Піфагора
- Теорема Піфагора
- Тригонометрична тотожність Піфагора
- Чаша Піфагора
- Числа Піфагора (також піфагорова трійка)
- Піфагорова четвірка
- 6143 Піфагор — астероїд головного поясу
- Піфагор — кратер на Місяці